# مقاطعة باوني (نبراسكا)
مقاطعة باوني (بالإنجليزية: Pawnee County)‏ هي إحدى مقاطعات ولاية نبراسكا في الولايات المتحدة الأمريكية.